# Cusanus (Mondkrater)
Cusanus ist ein Einschlagkrater am nordöstlichen Rand der Mondvorderseite. Er liegt unmittelbar südlich des Kraters Petermann. Die terrassierten Wälle sind etwas erodiert, am östlichen Rand ist durch zwei kleinere Krater eine Kerbe im Wall entstanden. Das Kraterinnere ist eben ohne Zentralberg.
| Buchstabe | Position           | Durchmesser | Link |
| --------- | ------------------ | ----------- | ---- |
| A         | 70,6° N, 63,85° O  | 17 km       |      |
| B         | 70,15° N, 64,94° O | 21 km       |      |
| C         | 70,49° N, 61,23° O | 23 km       |      |
| E         | 71,73° N, 73,04° O | 10 km       |      |
| F         | 70,59° N, 73,57° O | 11 km       |      |
| G         | 69,95° N, 76,97° O | 11 km       |      |
| H         | 69,41° N, 59,47° O | 8 km        |      |

Der Krater wurde 1935 von der IAU nach dem deutschen Mathematiker und Philosophen Nikolaus von Kues offiziell benannt. Eingeführt wurde der Name von Johann Friedrich Julius Schmidt.